# Liste der Kulturgüter in Rothrist
Die Liste der Kulturgüter in Rothrist enthält alle Objekte in der Gemeinde Rothrist im Kanton Aargau, die gemäss der Haager Konvention zum Schutz von Kulturgut bei bewaffneten Konflikten, dem Bundesgesetz vom 20. Juni 2014 über den Schutz der Kulturgüter bei bewaffneten Konflikten sowie der Verordnung vom 29. Oktober 2014 über den Schutz der Kulturgüter bei bewaffneten Konflikten unter Schutz stehen.
Objekte der Kategorie A sind im Gemeindegebiet nicht ausgewiesen, Objekte der Kategorie B sind vollständig in der Liste enthalten, Objekte der Kategorie C fehlen zurzeit (Stand: 1. Januar 2023). Unter übrige Baudenkmäler sind weitere geschützte Objekte zu finden, die in der Bau- und Nutzungsordnung der Gemeinde verzeichnet und nicht bereits in der Liste der Kulturgüter enthalten sind.

## Kulturgüter
| Foto |                                                                                       | Objekt                                                      | Kat. | Typ | Standort                          | Beschreibung |
| ---- | ------------------------------------------------------------------------------------- | ----------------------------------------------------------- | ---- | --- | --------------------------------- | --- |
| ja   | Datei hochladen · Wikidata zu Heimatmuseum (Sammlung) (Q29580611)                     | Heimatmuseum (Sammlung) KGS-Nr.: 00225                      | B    | S   | Bachweg 18 634086 / 239477        | Heimatmuseum in der «Miescherheimet», einem Bauernhaus des 18. Jahrhunderts. Ausstellungen zur bäuerlichen Alltagskultur und Ortsgeschichte. |
| ja   | Datei hochladen · Wikidata zu Ehemaliges Zehntenhaus (Q29580606)                      | Ehemaliges Zehntenhaus KGS-Nr.: 15714                       | B    | G   | Rössliweg 1 634821 / 239552       | Im 18. Jahrhundert erbaute Zehntenscheune. Stattliches Mittertennhaus mit Fachwerk, Gerschild und Giebelründe. Bedeutendes Element einer homogenen ländlichen Baugruppe. |
| BW   | Datei hochladen · Wikidata zu Ehemaliger Kornspeicher (Q29580604)                     | Ehemaliger Kornspeicher KGS-Nr.: 15715                      | B    | G   | Rössliweg 2 634871 / 239565       | 1706 erbauter hölzerner Getreidespeicher; 1977 demontiert und 1993 am heutigen Standort wiederaufgebaut. |
| BW   | Datei hochladen · Wikidata zu Speicher (Q29580616)                                    | Speicher KGS-Nr.: 15716                                     | B    | G   | Rubernstrasse 8 635259 / 239512   | 1769 erbauter hölzerner Getreidespeicher in Ständerbauweise mit ausladendem Gerschilddach und geschnitzter Büge. |
| ja   | Datei hochladen · Wikidata zu Evangelisch-reformierte Kirche und Pfarrhaus (Q2137008) | Evangelisch-reformierte Kirche und Pfarrhaus KGS-Nr.: 15718 | B    | G   | Schluhenweg 23–25 634185 / 239146 | 1714/15 von Abraham Dünz II. erbaute Saalkirche im barocken Stil. Tonnengewölbe und dreiseitiger Chorabschluss; Rundbogenfenster mit kräftigem Kämpfern und Schlusssteinen. Nebenan steht das 1714/15 ebenfalls im barocken Stil erbaute Pfarrhaus, ein behäbiges zweigeschossiges Bauwerk mit ausladendem Gerschilddach und Giebelründe; rückseitig hölzerne Laube auf Stützen. |
| BW   | Datei hochladen · Wikidata zu Villa (Q29580601)                                       | Villa KGS-Nr.: 15719                                        | B    | G   | Bernstrasse 81 634471 / 239404    | In den 1830er Jahren für einen Textilindustriellen erbautes repräsentatives Wohnhaus im klassizistischen Stil. Siebenachsige Fassade mit Mitteleingang und rustizierten Eckpilastern. |
| BW   | Datei hochladen · Wikidata zu Haus Alder (Q29580610)                                  | Haus Alder KGS-Nr.: 15720                                   | B    | G   | Oberholzweg 7 633336 / 238601     | 1958 vom Atelier 5 erbautes Wohnhaus. Bedeutendes Werk der Schweizer Nachkriegsmoderne. |
| ja   | Datei hochladen · Wikidata zu Hochstud-Doppelscheune (Q29580613)                      | Hochstud-Doppelscheune KGS-Nr.: 15721                       | B    | G   | Aeschwuhrweg 15 636617 / 238449   | 1601/02 erbaute Zehntenscheune. |
| ja   | Datei hochladen · Wikidata zu Schulhaus Dörfli (Q29580615)                            | Schulhaus Dörfli KGS-Nr.: 15722                             | B    | G   | Geisshubelweg 4 633902 / 239412   | |

## Übrige Baudenkmäler
| ID | Foto |                                                         | Objekt                                          | Typ | Standort                                   | Beschreibung                   |
| -- | ---- | ------------------------------------------------------- | ----------------------------------------------- | --- | ------------------------------------------ | ------------------------------ |
| 11 | BW   | Datei hochladen                                         | Wohnhaus (1828), mit freistehender Scheune      | G   | Bernstrasse 270 631720 / 238472            |                                |
| 12 | ja   | Datei hochladen · Wikidata zu Hochstudhaus (Q105870866) | Hochstudhaus, 18. Jh.                           | G   | Buchrainweg 12 631959 / 238067             |                                |
| 13 | BW   | Datei hochladen                                         | Rothkanal, Teilstück Spinnerei bis alte Käserei | G   | 631661 / 238198                            |                                |
| 14 | ja   | Datei hochladen                                         | Brunnentrog bei alter Käserei, 19. Jh.          | K   | Oberwilerweg 79 632365 / 238761            |                                |
| 15 |      | Datei hochladen                                         | Rothkanal Nord mit Wässermatten                 | G   | Koordinaten fehlen! Hilf mit.              |                                |
| 16 | BW   | Datei hochladen                                         | Ehemaliges Bauernhaus, ca. 18. Jh.              | G   | Oberwilerweg 62 632652 / 238715            |                                |
| 17 | ja   | Datei hochladen                                         | Schulhaus Oberwil (1705/1710)                   | G   | Holzweidweg 2 632632 / 238683              |                                |
| 18 | BW   | Datei hochladen                                         | Kellertürsturz, ehemaliges Bauernhaus (1522)    | K   | Holzweidweg 8 632655 / 238607              |                                |
| 19 | ja   | Datei hochladen                                         | Speicher (1672)                                 | G   | Oberholzweg 54 632599 / 238284             |                                |
| 20 | ja   | Datei hochladen                                         | Ehemaliges Bauernhaus, ca. 18. Jh.              | G   | Bonigerweg 34 632395 / 239617              |                                |
| 21 | ja   | Datei hochladen                                         | Mühlerad, 2. Hälfte 19. Jh.                     | K   | Lehnweg 15 632999 / 239975                 |                                |
| 22 | BW   | Datei hochladen                                         | Ehemaliges Bauernhaus (18. Jh.)                 | G   | Geisshubelweg 59 633710 / 238647           |                                |
| 23 | ja   | Datei hochladen                                         | Ehemaliges Bauernhaus, 19. Jh.                  | G   | Fröschenthalweg 1 633641 / 238420          |                                |
| 24 | ja   | Datei hochladen                                         | Hochstudhaus (Taglöhnerhaus), ca. 18. Jh.       | G   | Fröschenthalweg 9 633805 / 238225          |                                |
| 25 | BW   | Datei hochladen                                         | Wohnhaus, 18. Jh.                               | G   | Alte Aarburgerstrasse 53 633756 / 239880   |                                |
| 28 | ja   | Datei hochladen                                         | Turnhalle Dörfli (1913/14)                      | G   | Geisshubelweg 633869 / 239420              |                                |
| 29 | BW   | Datei hochladen                                         | Brunnen, Brunnenstock von 1808                  | K   | Bachweg 21 633995 / 239359                 |                                |
| 30 | BW   | Datei hochladen                                         | Ehemaliges Bauernhaus (Miescherheimet), 18. Jh. | G   | Bernstrasse 121 634171 / 239489            |                                |
| 31 | ja   | Datei hochladen                                         | Brunnen beim reformierten Pfarrhaus, 1714       | K   | Schluhenweg 23 634125 / 239150             |                                |
| 33 |      | Datei hochladen                                         | Brunnen                                         | K   | Bernstrasse 81                             |                                |
| 34 | BW   | Datei hochladen                                         | Parkanlage mit Baumbestand Klinik Villa im Park | G   | Bernstrasse 84 634500 / 239448             |                                |
| 35 |      | Datei hochladen                                         | Ehemaliges Bauernhaus, ca. 18. Jh.              | G   | Zimmerli                                   |                                |
| 36 | ja   | Datei hochladen                                         | Hochstudhaus, 18. Jh.                           | G   | Gfillweg 6 634930 / 238394                 |                                |
| 37 | ja   | Datei hochladen                                         | Hochstudhaus (1763)                             | G   | Eggasse 5 635236 / 238419                  |                                |
| 38 | ja   | Datei hochladen                                         | Bauernhaus, Ständerbau, 19. Jh.                 | G   | Eggasse 11 635282 / 238445                 |                                |
| 39 | BW   | Datei hochladen                                         | Bogenbrücke über die Pfaffnern, 18./19. Jh.     | G   | Rishaldenweg 634306 / 240185               |                                |
| 41 | ja   | Datei hochladen                                         | Kornspeicher (1751)                             | G   | Rössliplatz 634825 / 239519                |                                |
| 42 | BW   | Datei hochladen                                         | Ehemaliges Bauernhaus mit Steinspeicher (1817)  | G   | Bernstrasse 55 634819 / 239466             |                                |
| 43 | ja   | Datei hochladen                                         | Restaurant Rössli mit Saal                      | G   | Rössliplatz 634873 / 239472                |                                |
| 44 | BW   | Datei hochladen                                         | Brunnen (1858)                                  | K   | Rössliplatz 634832 / 239520                |                                |
| 45 | ja   | Datei hochladen                                         | Auswandererbrunnen (1959)                       | K   | Rössliplatz 634860 / 239519                | Bronzestatue von Eduard Spörri |
| 46 | ja   | Datei hochladen                                         | Wohnhaus (ehemalige Fabrikantenvilla), um 1855  | G   | Bernstrasse 30 635002 / 239565             |                                |
| 47 | ja   | Datei hochladen                                         | Hochstudhaus (Kristallpalast), 17./18. Jh.      | G   | Pilatusweg 9 635337 / 239509               |                                |
| 49 | ja   | Datei hochladen                                         | Hochstudhaus (spätes 17. Jh.)                   | G   | Rubernstrasse 47 635595 / 239243           |                                |
| 50 | ja   | Datei hochladen · Wikidata zu Hochstudhaus (Q131415123) | Hochstudhaus                                    | G   | Rubernstrasse 51, 53 635637 / 239199       |                                |
| 51 | ja   | Datei hochladen                                         | Wohnhaus (1780)                                 | G   | Rägelerhof Sägetstrasse 11 636183 / 238958 |                                |
| 52 | ja   | Datei hochladen                                         | Bauernhaus (18. Jh.)                            | G   | Aeschwuhrweg 1 636304 / 238451             |                                |
| 53 | BW   | Datei hochladen                                         | Hochstudscheune (16./17. Jh.)                   | G   | Aeschwuhrweg 15 636614 / 238440            |                                |
| 54 | BW   | Datei hochladen                                         | Spinnereigebäude                                | G   | Am Rothkanal 631611 / 238181               |                                |
| 55 |      | Datei hochladen                                         | Grenzstein (1898)                               | K   | Aareufer / Wiggermündung                   |                                |

Legende: Siehe Legende der Liste der Kulturgüter von nationaler und regionaler Bedeutung. Anstelle der KGS-Nummer wird als Objekt-Identifikator (ID) die Inventar- oder Gebäudenummer in der Bau- und Nutzungsordnung der Gemeinde verwendet.